# اولیویا بورلی
اولیویا بورلی (فرانسوی: Olivia Borlée‎؛ زادهٔ ۱۰ آوریل ۱۹۸۶) دونده اهل بلژیک است. از افتخارات وی میتوان به کسب مدال طلا دو ۴×۱۰۰ متر امدادی در بازی‌های المپیک تابستانی ۲۰۰۸ اشاره کرد.